# Tallard
 Tallard  (Talard en occitano) es una comuna francesa situada en el departamento de los Altos Alpes, en la región de Provenza-Alpes-Costa Azul.

## Geografía

### Localización
Tallard se encuentra a 20 km al sur de Gap, cerca de la carretera que va de esta ciudad a Marsella. La autopista A51 termina al sur, cerca de la villa La Saulce. Se halla también a 21 km de La Bâtie-Vielle y es la sede del famoso aeródromo de Gap-Tallard, del club de paracaidismo CERPS y del centro de formación de paracaidistas militares de Francia.

## Historia

### Prehistoria
En el siglo XIX se encontró un dolmen cerca del aeropuerto (una de sus piedras se expone Museo Departamental de Gap). Esto da testimonio de una población presente en el lugar al final de la prehistoria.

### Edad Media
El nombre de Tallard aparece por primera vez en una carta del siglo VII; probablemente de origen alemán (varias oleadas de invasión recorrieron la región en los siglos anteriores). Este nombre podría significar "ciudad vieja" o "tierra alta", en referencia a su ubicación en el momento, en el lado de la colina al norte de la actual población.[cita requerida]
Entre el siglo VIII y el X, los sarracenos representaron una constante amenaza de saqueos. Después de numerosos abusos, incluido el ataque a Mayolo de Cluny, en el año 974 fueron diezmados por Guillermo I de Provenza y finalmente expulsados de la región.
Bajo el reinado de los príncipes de Orange, los tallardienses bajaron al valle y erigieron una torre de madera en la cima de una colina a modo defensivo, bajo la cual la población se va refugiando, a modo defensivo pero también para practicar el comercio. Posteriormente sería el emplazamiento del castillo.
Desde el siglo X, Tallard se protege de ladrones y saqueadores con la construcción de unas murallas rodeadas por un arroyo, cuyo trazado es aún visible hoy en día. La entrada a la villa era por la llamada Porte Belle, en la que se encontraba la casa del guardés, que permitía o no el paso a la urbe.
Los príncipes de Orange acuerdan un fuero con los tallardienses en 1209, entregándoles las llaves de la ciudad. en 1215, sin embargo, la princesa viuda y su sobrino venden todos sus derechos sobre Tallard a los caballeros de la Orden de San Juan de Jerusalén, que juagrán un papel de caridad, a la vez que militar y religioso, protegiendo a peregrinos y viajeros durante 107 años. En 1326, los caballeros entregan la villa al Condado de Alife, integrado en el Reino de Nápoles, convirtiéndose el conde Arnaud de Trian, sobrino del Papa Juan XXII, en vizconde de Tallard.

### El castillo
Arnaud de Triand fue el primer señor de Tallard (1280-1350), siendo igualmente el constructor de la enorme fortaleza que domina el asentamiento, que tras diversas reformas, permanecerá en manos de su familia hasta ser comprado por el mariscal de Luis XIV Camille d'Hostun, para ser destruido durante el ataque al pueblo que llevó a cabo el Duque de Saboya, enemigo del rey, en 1692. Así permanecerá hasta ser comprado en 1897 por el historiador Joseph Romano, que lo restaurará parcialmente. Luego será recomprado por los descendientes de los antiguos dueños, que lo mantendrán durante un tiempo hasta ser definitivamente adquiido por el ayuntamiento en 1957, que lo devolverá a su antigua gloria.

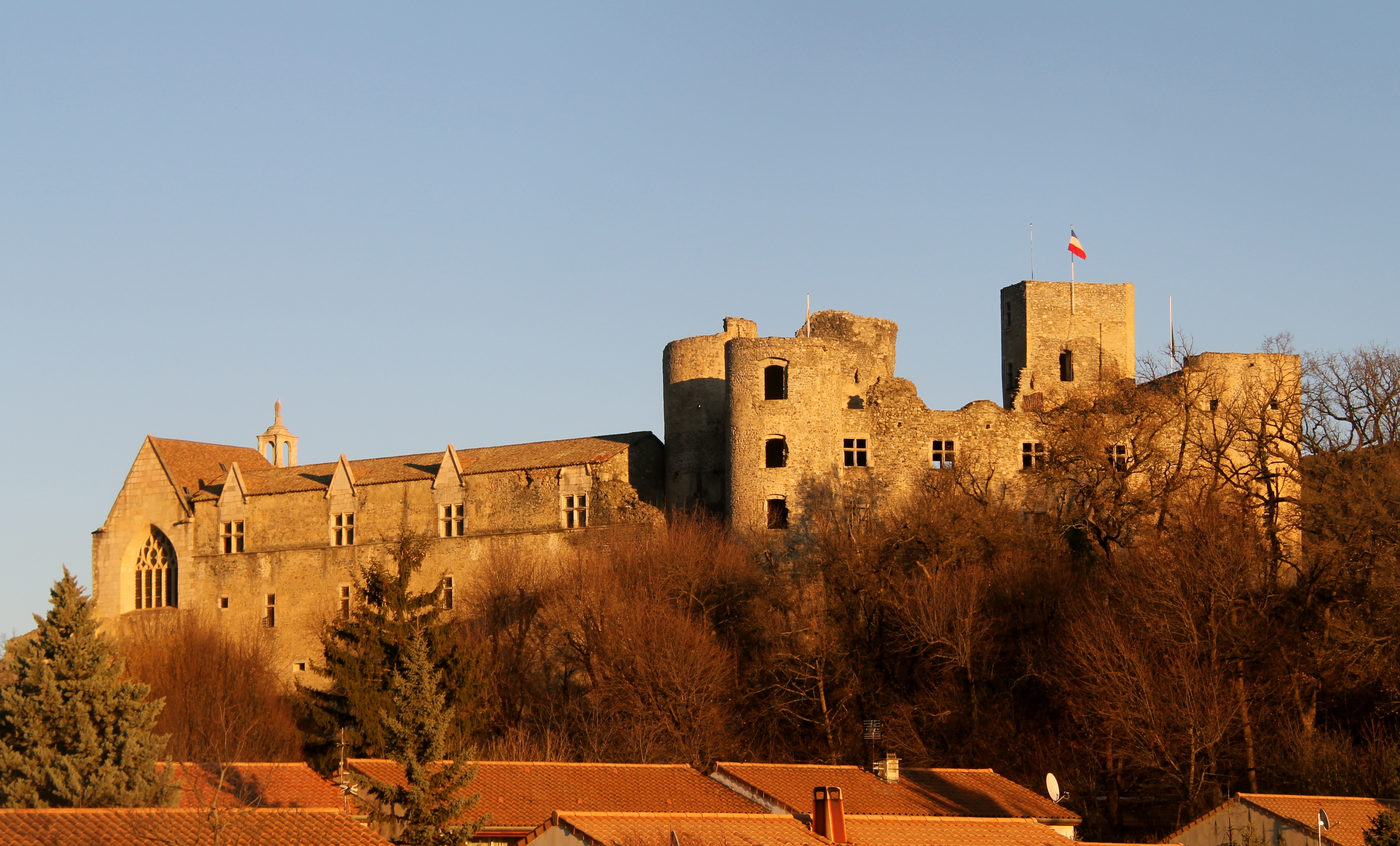
Castillo de Tallard

### El pueblo
Desde el x º siglo, existieron las murallas que defendían el pueblo, rodeadas por el arroyo Reynaudia (que fluye desde el norte). Las puertas estaban coronadas por un puente levadizo utilizado para penetrar en el corazón de la ciudad medieval. Un guardés permitía o denegaba el ingreso. Después de las Guerras de Religión, hacia el siglo XVII se reforman las casas. Anteriormente el río llegó al pie de la localidad de Tallard. Para acceder a sus tierras, los agricultores se veían obligados a atravesar la Durance con una balsa, como se atestigua en documentos de 1291. En la Revolución Francesa, el curso de agua es desviado para el acceso directamente a los cultivos. En 1860, se construye el primer puente sobre el río Durance pero es arrastrado por la inundación de 31 de mayo y 1 de junio de 1877.
En el centro histórico, las calles eran muy estrechas y aún hoy en día podemos ver este patrón en el pueblo. En algunas casas, las bodegas están comunicadas entre sí, para que, en caso de ataque, se facilitara la defensa.

## Lugares y monumentos de interés
- El Castillo: construido en el siglo XIV y declarado monumento histórico desde 1969, se puede visitar la capilla señorial de la Santísima Trinidad, las salas de la guardia y los caballeros y los vestigios de los aposentos señoriales y las criptas.

- La Iglesia de San Gregorio: monumento histórico desde 1931, podemos admirar la pila bautismal, el órgano, la imagen de San Gregorio, el púlpito y la nave central, adornada con cuadros de la vida del santo.
- El parque de La Garenne: calificado como lugar pintoresco por el departamento.
- El aeródromo de Gap-Tallard.